# Charlotta Lagerberg Thunes
Charlotta Elisabet Lagerberg Thunes, ogift Lagerberg, ursprungligen Albinsson, född 30 april 1972 i Högsbo församling i Göteborgs och Bohus län, är en svensk barnboksförfattare.

## Biografi
Charlotta Lagerberg Thunes har erfarenhet av socialt arbete med barn, ungdom och vuxna. Hon har tidigare arbetat med utsatta människor vid både skola, BRIS och inom kommun och myndighet. Förutom hennes utbildning som beteendevetare har hon också studerat kreativt skrivande vid Växjö universitet. Hon skriver om sin påhittade sagofigur popcornet Popcornmannen Poppe som belyser känslor för barn på ett interaktivt sätt.
Charlotta Lagerberg Thunes frilansar vid olika tidningar, till exempel tidningen Allt om skolan- föräldrarnas A B C, samt genomför författarbesök vid bland annat Alfons Åbergs kulturhus i Göteborg.
Hennes vuxenbok Bara för din skull är en roman som utspelar sig i Göteborg och belyser socialt utanförskap. Romanen Orkidébarnet är första boken av  fyra som belyser högkänslighet. Hon föreläser kring ämnet högkänslighet och skam. Hon är medlem i Författarförbundet, Sveriges läromedelsförfattares förbund SLFF och Barnboksnätet. Charlotta korades till årets driftigaste HSP-person 2018 genom HSP Sweden eu, för att ha visat prov på särskilt stort engagemang, kreativitet, initiativkraft och kvalitet och bredd såväl uthållighet över tid.
Charlotta Lagerberg Thunes har bytt från faderns namn Albinsson till moderns namn Lagerberg och är gift med Lars Thunes (född 1971).